# Troll Gnet El
Troll Gnet El (originalmente en ruso Тролль Гнёт Ель y en inglés Troll Bends Fir) es una banda de Folk metal de Rusia.
Todas las letras están en ruso, las cuales cuentan historias sobre troles y otros personajes medievales. La misma banda se Auto-denomina Beer Folk, por considerar que su música folclórica es ideal para el consumo de cerveza.
Esta banda también es conocida como Troll Bends Fir, pero debido a la dificultad que tenían las personas eslavas para pronunciar el nombre, está fue traducida a Troll Gnet El (en inglés también es conocida como Troll Bends Fir).
Todo comenzó cuando Konstantin Rumyantsev dejó la banda Normans Land al término del verano de 1999, para seguir su propio proyecto, en conjunto con Maria Leonova.
En el otoño del 2000, se integran al proyecto, Sergeu Voevodin y con él el bajista Boris Senking.
En el periodo de 2001 a 2003, los violinistas de Troll Gnet El fueron Roustam Maminov, Sergei Kuvin, Katja Lozhkomoeva. La primera del 2002, se integró también a la banda la vionilista Anna Fomina.

## Integrantes
- Konstantin "Troll" Rumiantsev (en ruso "Константин Румянцев") - Vocalista, Guitarra
- Maria "Jetra" Leonova ("Мария Леонова") - Whistle, Vocalista
- Sergei "Skjold" Nemtinov ("Сергей Немтинов") - Bajo
- Alexei "Elias" Mester ("Алексей Местер") - Violín
- Sergei "Sigradd" Rubtsov ("Сергей Рубцов") - Percusión

## Exintegrantes
- Boris Senkin ("Борис Сенькин") - Bajo (2000 - 2007)
- Anna Fomina ("Анна Фомина") - Violín - (2002-2007)
- Nikita Petrov ("Никита Петров") - Batería - (2004-2006)
- Sergei Voevodin ("Сергей Воеводин") - Batería - (2000-2004)
- Sergei Kuvin ("Сергей Кувин") - Violín, Bandolín
- Roustam Maminov ("Рустам Маминов") - Violín

## Discografía
- Troll Gnet El (Тролль Гнёт Ель) - 2003
- Hangoverlainen Juhlat (Праздник Похмеляйнен) - 2005
- Konung Hop (Конунг хмель) - 2007